# Geneuth
Geneuth is een gehucht nabij Kotem, gelegen aan de Maas. In 1970 werd het Geneuth bij Kotem gevoegd, dat op zijn beurt in 1977 een deelgemeente van Maasmechelen werd.

## Etymologie
De naam Geneuth werd in vroegere documenten geschreven als Op Geen Huyt of Genhuit. Letterlijk betekent dit 'op het hoofd'. Het gehucht ligt stroomopwaarts van de monding van de Ziepbeek in de Maas, de oudste huizen zijn gebouwd op een grindeiland dat bij overstromingen meestal droog bleef. Deze naam valt ook te verklaren doordat het Geneuth tot 1970 een enclave van Mechelen-aan-de-Maas in Kotem was. Het Geneuth lag stroomopwaarts vanuit Mechelen-aan-de-Maas en lag dus 'op het hoofd'. In Maasmechelen wordt de locatie nog steeds aangeduid als op het Geneuth of in het lokale dialect als op 't Genuit.

## Bezienswaardigheden
Tussen Kotem en het Geneuth bevindt zich het 1000 meter lange viaduct van de E314 over het Maasdal, aansluitend op een 300 meter lange brug over de Maas en het Julianakanaal. Net naast dit viaduct bevindt zich een tankmonument (Kotem). Deze Britse Buffalo Mark IV uit de Tweede Wereldoorlog werd in 1977 uit de Maas gevist door een lokale duikclub. Op de uiterwaard buiten de Maasdijk vindt men nog grenspaal 112, uit 1843. Op het Geneuth bevindt zich ook 'Mariekes Kruuske', een gedenkteken voor de moord op Maria Alberts in 1763. In 2015 werd een monument ingehuldigd ter herdenking van de dodendraad, de elektrische draad die in de Eerste Wereldoorlog België van Nederland afsloot.

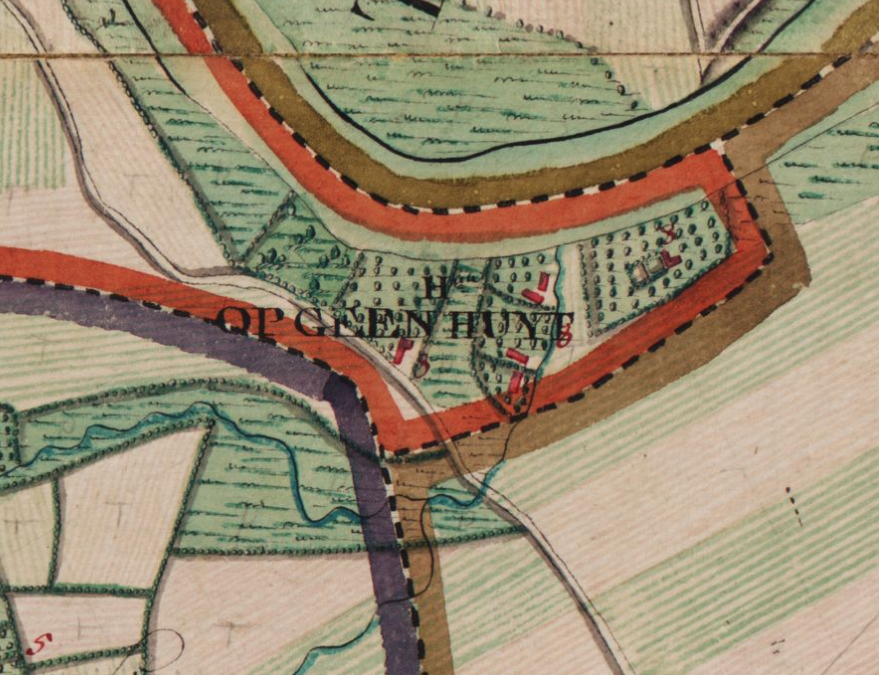
Het Geneuth zoals weergegeven op de Ferrariskaart (1771-1778)
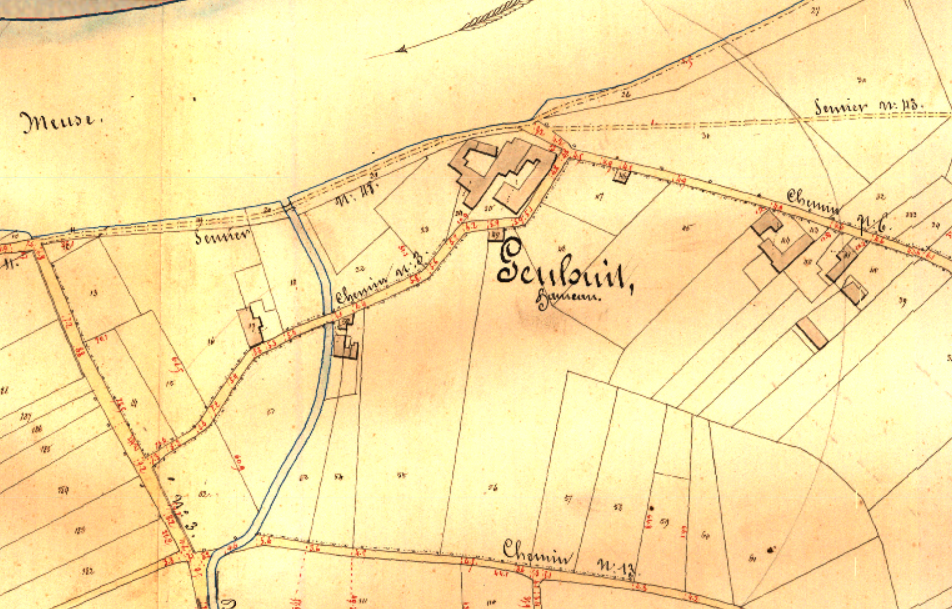
Het Geneuth zoals weergegeven in de Atlas der Buurtwegen (1841)
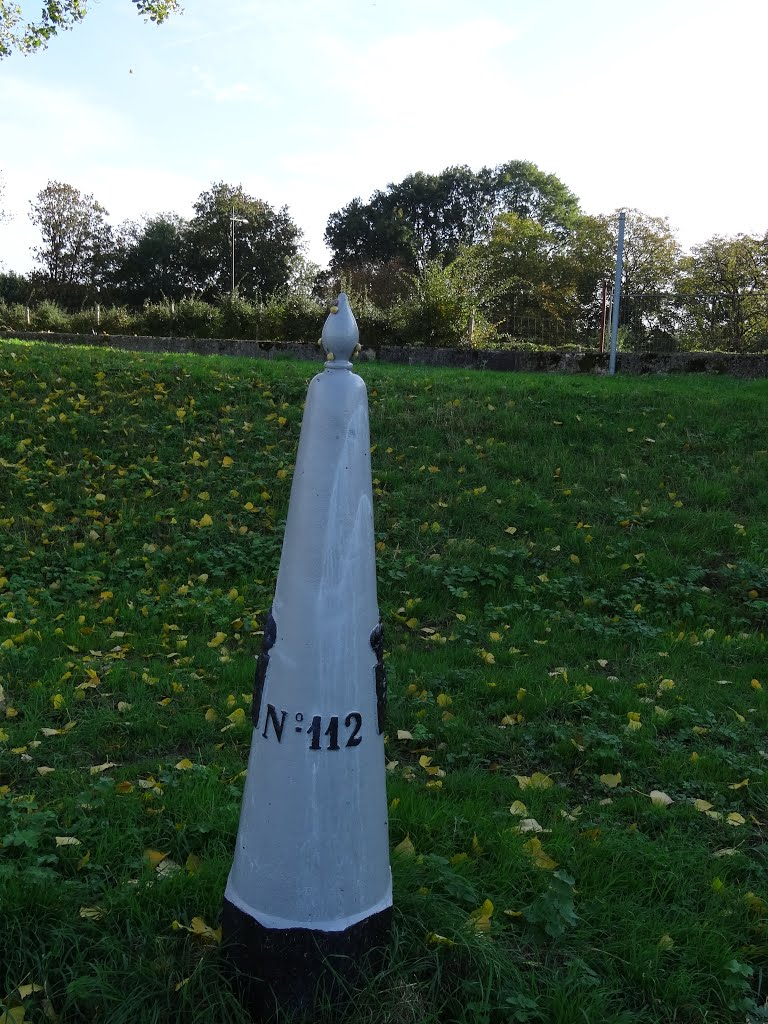
Grenspaal nr. 112
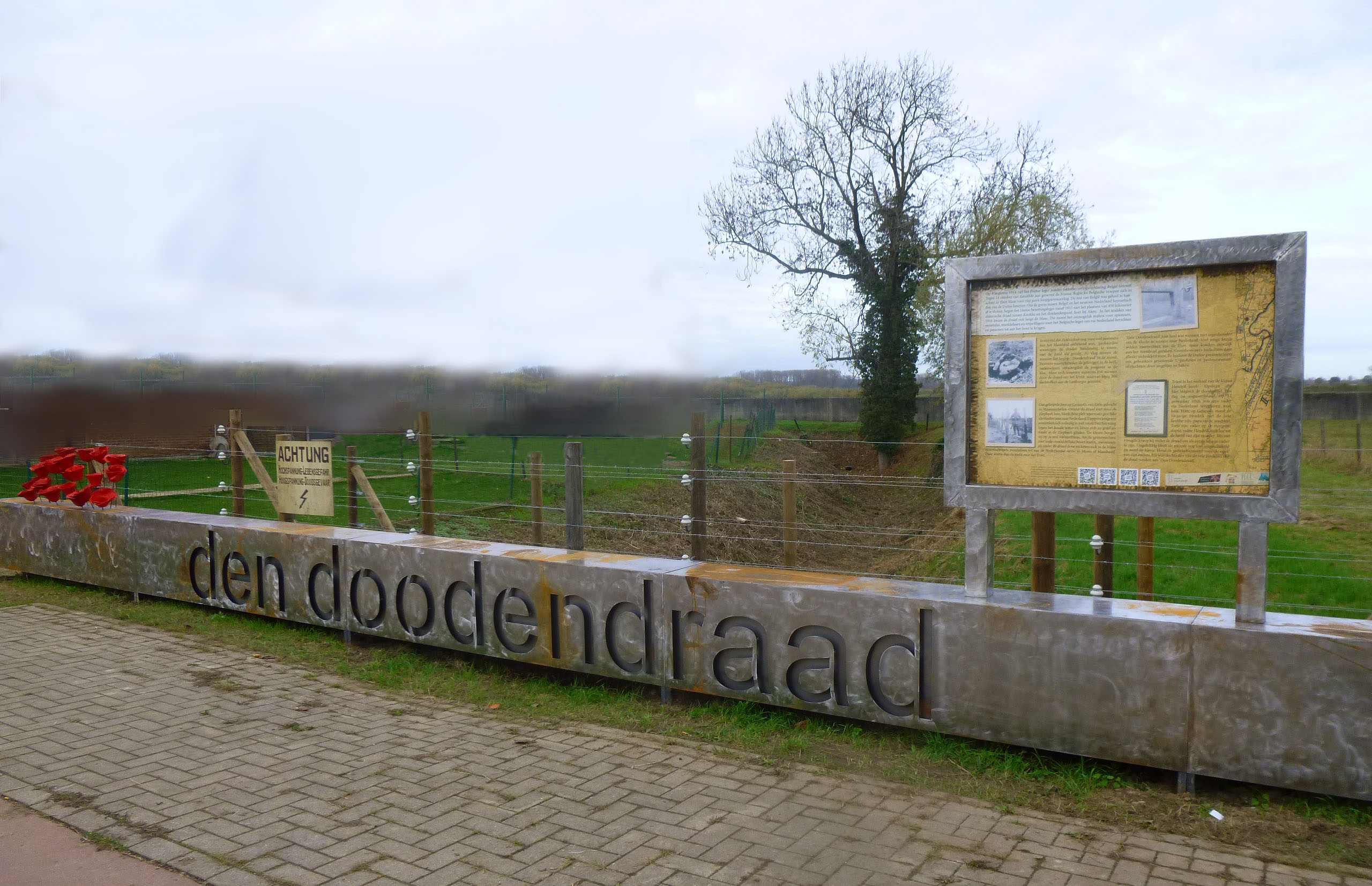
Monument ter herinnering van "den doodendraad"
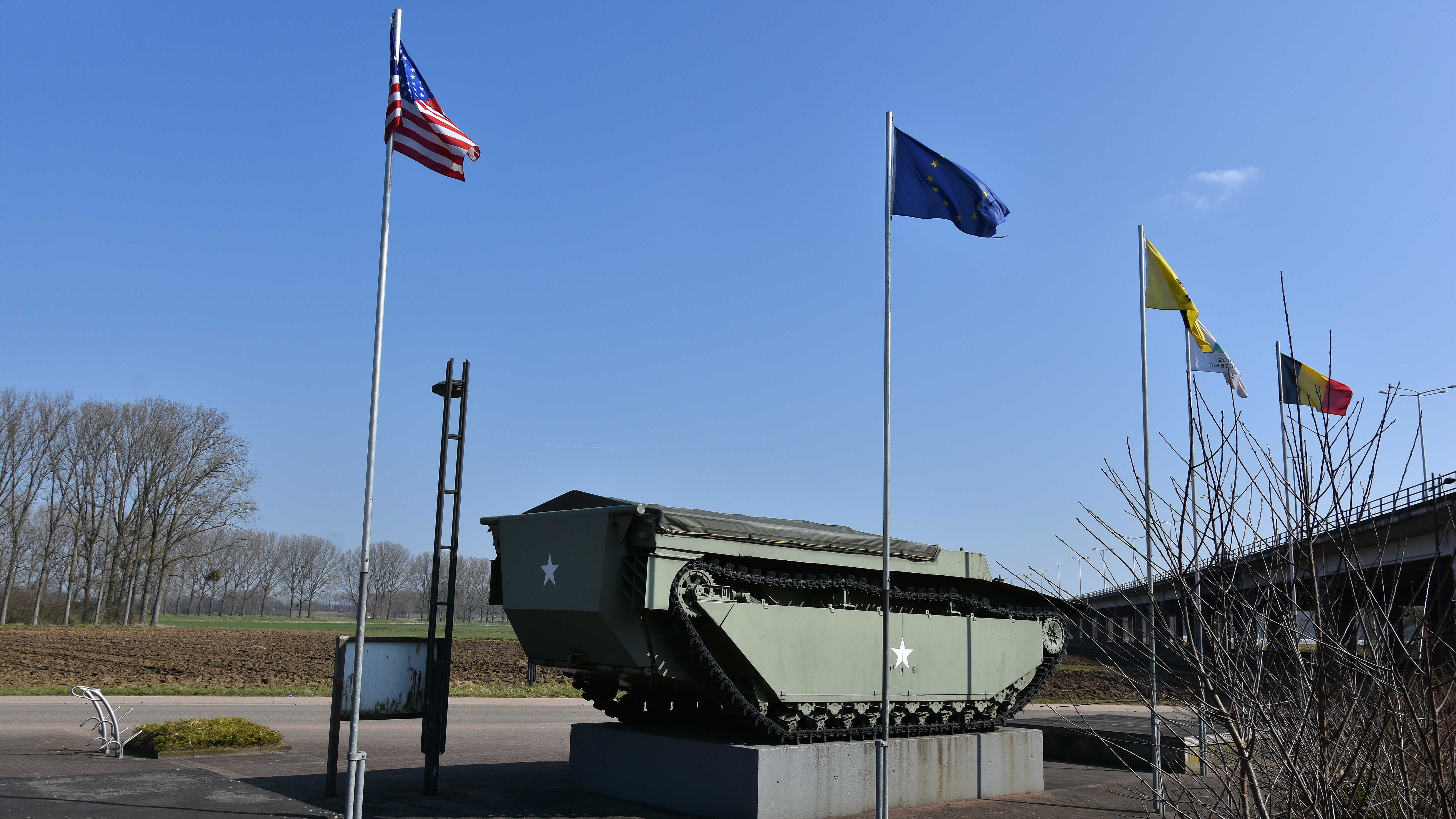
Het tankmonument tussen Geneuth en Kotem